# Turmhügel von Götschendorf
Beim Turmhügel von Götschendorf handelt es sich um die Baureste einer kleinen Befestigungsanlage am Rande des Kölpinsees bei Götschendorf, Ortsteil von Milmersdorf im Landkreis Uckermark in Brandenburg. Sie bestand im 13. und 14. Jahrhundert. Ihr Hauptgebäude war ein steinerner Turm, der durch einen Palisadenzaun, einen Graben und natürliche Gegebenheiten gesichert war.
Die offizielle Bezeichnung des Landesamtes für Denkmalpflege Brandenburg als Turmhügel von Götschendorf ist insofern irreführend, als Augenschein und Ausgrabungsergebnisse zeigen, dass nie ein Turmhügel existierte oder angelegt war. Auch ist kein urkundlicher Bezug zum nahen Götschendorf zu finden, so dass für die Auswertungen zu den Ausgrabungen von 2008 die Bezeichnung spätmittelalterliche Turmruine am Kölpinsee benutzt wurde.

## Lage
Die Befestigungsanlage wurde auf einer natürlichen Sandkuppe eiszeitlichen Ursprungs errichtet. Heute lassen im Luftbild dunkle Bodenverfärbungen im Umfeld der Anlage vermuten, dass sie bei ihrer Errichtung natürlich geschützt zwischen Buchten des Kölpinsees in sumpfigem Gebiet lag. Die Lage lässt die Zuordnung als Sumpfburg bzw. als Wasserburg zu. Den ergrabenen Strukturen nach kann sie als eine Turmburg angesehen werden.

## Beschreibung
Der unterkellerte Turmbau hatte eine Grundfläche von etwa 10 × 11 Meter. Seine Mauern bestanden aus regelmäßigen Feldsteinquadern und hatten im unteren Bereich eine Stärke von 1,5 Meter. Auf der Nordseite bestand möglicherweise eine Treppe zu einem Hocheingang zum Turm, worauf ein Sockel aus Feldsteinen und Ziegel hinweist. Die Errichtung des Turms lässt sich anhand der Bautechnik und der in der Baugrube gefundenen Keramik auf das letzte Drittel des 13. Jahrhunderts datieren. Die Reste eines Nebengebäudes fanden sich westlich des Turms in Form von Unterlegsteinen für Schwellen.
Den Turm und das Nebengebäude umgab ein Palisadenzaun mit den Ausmaßen von etwa 65 × 45 m. Im näheren Umfeld schützte nach Westen in etwa in 60 Meter Entfernung ein acht Meter breiter Sohlgraben mit einer heutigen Tiefe von 50 cm die Anlage. Nach Osten diente der See als natürlicher Schutz, dessen Ufer heute etwa 15 Meter von der Anlage entfernt ist. Im Süden und Norden boten heute verlandete Buchten des Sees Schutz.
Die Anlage war ein befestigter Hof mit einem zentralen und repräsentativen Turmbau. Bis in die zweite Hälfte des 14. Jahrhunderts hielt die Blütezeit des Platzes an. Danach verfielen der Turm und die Nebengebäude oder wurden abgetragen.

## Ausgrabung
Bis zu den Untersuchungen von 2008 stellten sich die Überreste als ein mit kleinen Bäumen bestandenes und von Strauchwerk überwuchertes Mauerrechteck von rund 11 Meter Länge und ca. 10 Meter Seitenlänge dar. Das Mauerwerk ging noch bis auf eine Höhe von 1,2 Meter auf.
Im Jahr 2008 nahmen der Lehrstuhl für Ur- und Frühgeschichte der Humboldt-Universität zu Berlin und das Brandenburgische Landesamt für Denkmalpflege und Archäologische Landesmuseum eine Ausgrabung der Turmruine und ihres Umfeldes vor. 2011 folgte eine Prospektion mit dem Metallsuchgerät. Das Fundmaterial lässt Rückschlüsse auf die früheren Bewohner zu. Es wurden zahlreiche Schankgefäße gefunden, was typisch für Adelssitze wie auch für Klöster ist. Gefundene Hufeisen und Sporen zeigen die Haltung von Reitpferden an. Fensterglasfragmente und Reste von Glas- sowie Metallgefäßen weisen auf eine reiche Ausstattung der Anlage hin.

## Interpretation
Im Ergebnis ergab die Ausgrabung den Befund, dass es sich bei der Anlage um eine nicht unbedeutende adelige Befestigung des späten 13. und 14. Jahrhunderts als Wehr- und Wohnturm mit umfriedetem Hof handelte. Eine frühere Deutung der Baureste als Wüstungskirche konnte ausgeschlossen werden.
Geschichtlichen Überlieferungen von 1270 nach bestand eine markgräfliche curia in Kölpin, die die Markgrafenbrüder Johann I. und Otto III. im Zusammenhang mit ihrem dortigen Aufenthalt in Auftrag gaben. Die Gestalt des Bauwerks und seine Datierung untermauern die Vermutung, dass es sich um eine markgräfliche Anlage handelte.